# Kalendarium historii radia
Historia radia na świecie – kalendarium
Louis de Broglie:

Widzimy tutaj bezinteresowną pracę naukowców oraz bardziej ukierunkowane działania inżynierów i techników, łączące się razem jak strumienie z wielu krajów w wielką rzekę, odkrycia i wynalazki razem tworzące wspaniałe osiągnięcie, radio.

## XIX wiek
| 1820 | - Duński fizyk Hans Christian Ørsted ogłasza swoje odkrycie, że przepływ prądu elektrycznego powoduje powstanie pola magnetycznego. |
| 1825 | - André Marie Ampère ogłasza drukiem swoją teorię elektromagnetyzmu wraz z prawem Ampera. |
| 1830 | - William Ritchie, fizyk brytyjski demonstruje telegraf elektryczny, urządzenie umożliwiające przesyłanie sygnałów elektrycznych na odległość (20 do 30 m). - Joseph Henry odkrywa zjawisko samoindukcji. |
| 1831 | - Michael Faraday stwierdził, że zmienny prąd elektryczny w jednym obwodzie wywołuje prąd w drugim obwodzie i wyjaśnił to zjawisko formułując prawo indukcji elektromagnetycznej. - Henry wynalazł telegraf elektromagnetyczny, uruchamiał dzwonek elektryczny z odległości jednej mili. |
| 1832 | - Carl Friedrich Gauss sformułował swoje prawa dla elektryczności i magnetyzmu. |
| 1834 | - Samuel Finley Breese Morse wynalazł swój alfabet telegraficzny. |
| 1835 | - Niemiec Munk A. Rosenshold odkrył zjawisko prostowania na złączach półprzewodnikowych. Odkrycie zostało zapomniane i dokonane powtórnie w 39 lat później przez Karla Ferdinanda Brauna. - Henry skonstruował pierwszy przekaźnik. - Morse zademonstrował telegraf samopiszący. |
| 1838 | - Carl August von Steinheil zastąpił jeden z przewodów telegrafu uziemieniem. Wcześniej Steinhel wynalazł własny telegraf i kod telegraficzny. |
| 1842 | - Henry na uniwersytecie w Princeton rozładowywał butelkę lejdejską przez uziemiony przewód powodując wychylenie igły magnetycznej odległej o kilkaset stóp. To pierwszy udokumentowany bezprzewodowy przekaz sygnału elektrycznego na odległość. |
| 1843 | - Szkot Alexander Bain zaproponował przesyłanie obrazów na drodze elektrochemicznej przez linie telegraficzne. |
| 1844 | - Słowami „What hath God wrought?” została otwarta pierwsza długodystansowa linia telegraficzna pomiędzy Waszyngtonem i Baltimore. - Morse przeprowadził pierwsze eksperymenty z bezprzewodowym telegrafem wykorzystującym przewodnictwo wody. Przewodnictwo wody i gruntu było wykorzystywane do celów telegraficznych jeszcze przez prawie 50 lat, głównie w Wielkiej Brytanii. |
| 1848 | - Niemiecki fizyk Gustav Robert Kirchhoff uogólnił prace Ohma na trzy wymiary, stwierdził, że potencjał powodujący przepływ prądu przez rezystory i potencjał elektrostatyczny to ta sama wielkość, sformułował swoje prawa (opublikował je w 1850). |
| 1849 | - Antonio Meucci zademonstrował w Hawanie telefon działający pomiędzy piętrami jego domu. Nie stać go było na pełny patent, złożył więc dokumenty na ochronę częściową, które zaginęły w urzędzie patentowym w nieznanych okolicznościach (1871). 1.06.2002 Izba Reprezentantów Stanów Zjednoczonych uchwaliła rezolucję HR269, uznającą jego pierwszeństwo przed Alexandrem Grahamem Bellem. W odpowiedzi parlament Kanady wydał oświadczenie, że wynalazcą telefonu jest jednak Bell. |
| 1851 | - Niemiec Heinrich Daniel Ruhmkorff zastosował zasadę indukcji do wytwarzania wysokich napięć. Jego cewka z dwoma odizolowanymi uzwojeniami stanie się podstawą wielu późniejszych eksperymentów z falami radiowymi. |
| 1858 | - Pierwszy podmorski kabel telegraficzny położony w Indiach pomiędzy stałym lądem a Cejlonem (obecnie Sri Lanka). - Pierwszy transatlantycki kabel telegraficzny pomiędzy USA i Wielką Brytanią. Został zainaugurowany liczącym 90 słów telegramem od królowej Wiktorii do prezydenta USA Jamesa Buchanana. Zepsuł się po kilku miesiącach. |
| 1861 | - Niemiecki samouk Johann Phillip Reis zbudował aparat zmieniający dźwięk na przebiegi elektryczne i na odwrót. Nie udało mu się jednak osiągnąć parametrów umożliwiających praktyczne zastosowanie. - Pierwsza amerykańska transkontynentalna linia telegraficzna. |
| 1862 | - Włoski fizyk Giovanni Caselli zbudował maszynę do przekazywania obrazów za pomocą linii telegraficznych opartą na pomyśle Baina (pierwszy telefaks). |
| 1864 | - Szkocki fizyk i matematyk James Maxwell podsumował swoją teorię elektrodynamiki, stwierdzającą również, że zmienne pole elektryczne wytwarza pole magnetyczne. Jego równania opisują rozchodzenie się fali elektromagnetycznej. W oryginalnej postaci było to dwadzieścia równań z dwudziestoma parametrami, w zupełnie innej postaci niż znana dzisiaj. - Amerykański dentysta Mahlon Loomis opatentował swój system łączności bezprzewodowej nazwany „telegrafem powietrznym”. To pierwszy patent na urządzenie tego typu. |
| 1865 | - Amerykański profesor fizyki i astronomii Emerson Dolbear zbudował pierwszą słuchawkę z magnesem stałym. |
| 1866 | - Loomis zademonstrował swój telegraf powietrzny przekazując sygnały na odległość 22 kilometrów pomiędzy górami Coshocton i Beorse Deer w paśmie Blue Ridge. Używał anten (o długości około 180m) podwieszonych pod latawcami. Uziemianie jednej z anten wywoływało wychylenia galwanometru połączonego z drugą. Obecnie uważa się, że oddziaływanie anten było elektrostatyczne. |
| 1874 | - Graham Bell opracowuje w Brantford (Ontario, Kanada) swój pierwszy telefon (Magneto Telephone). Opatentuje go w 1876. Był on jeszcze dosyć prymitywny i umożliwiał rozmowy tylko na niewielką odległość. W następnych latach następowały stopniowe poprawy jego konstrukcji. - Amerykański fizyk Elisha Gray zbudował słuchawkę elektromagnetyczną ze stalową membraną i oparty na podobnej konstrukcji prosty głośnik. Odkrył, że membrany można wzbudzać do drgań rezonansowych. Później w oparciu o to zjawisko zbudował swój muzyczny telegraf. Skonstruował również telefon, wniosek patentowy złożył tego samego dnia co Bell, ale o dwie godziny później. - Karl Ferdinand Braun zaobserwował właściwości prostujące złącz metali i niektórych siarczków. Zjawisko to zostanie wykorzystane później do konstrukcji detektorów kryształkowych. |
| 1876 | - Bell skonstruował mikrofon elektromagnetyczny. - Elihu Thomson i Edwin James Houston udowodnili, że iskry powodują drgania elektryczne wysokiej częstotliwości. - Dolbear opatentował słuchawkę magnetoelektryczną. |
| 1878 | - Bell zademonstrował przesyłanie głosu na odległość (około 500 m) za pomocą modulowanego strumienia światła. |
| 1879 | - Dolbear opatentował słuchawkę elektrostatyczną. - Brytyjczyk David Edward Hughes zaobserwował, że iskry elektryczne powodują trzaski w słuchawce telefonicznej odległej nawet o kilkaset metrów. Była to pierwsza obserwacja fal radiowych. Demonstrację obejrzało kilku członków Royal Society, ale została ona zinterpretowana jako wynik jedynie indukcji elektromagnetycznej Faradaya. |
| 1880 | - Amerykański profesor John Trowbridge jako pierwszy zastosował słuchawkę telefoniczną jako czuły odbiornik sygnałów telegraficznych. Wykorzystując przewodnictwo wody osiągał połączenia pomiędzy statkami i stacjami brzegowymi. |
| 1882 | - Dolbear otrzymuje patent na „bezprzewodowy indukcyjny system nadawania i odbioru” wykorzystujący cewkę indukcyjną i słuchawkę. - Nathan B. Stubblefield, hodowca melonów z Kentucky, demonstrował bezprzewodowy przekaz głosu na odległość kilometra wykorzystując przewodnictwo gruntu (w 1907 otrzymał patent USA 887,357). To pierwszy znany przypadek bezprzewodowego przekazu głosu. |
| 1884 | - Niemiecki fizyk Heinrich Hertz wyeliminował z równań Maxwella koncepcję eteru i zapisał je w postaci dwunastu równań skalarnych. |
| 1885 | - Thomas Alva Edison opatentował system łączności poprzez indukcję elektrostatyczną pomiędzy dwiema stacjami zawierającymi anteny umieszczone na masztach. Patent wraz z zastrzeżeniami dotyczącymi anten został wykupiony przez Marconiego w 1903. |
| 1886 | - Dolbear otrzymał patent USA numer 350,299 dotyczący systemu łączności bezprzewodowej. Był na tyle ogólny i podobny do późniejszych patentów Marconiego, że uniemożliwiał jego działanie na terenie USA. W rezultacie przedsiębiorstwo Marconiego patent ten wykupiło. |
| 1888 | - Hertz wytworzył, przesłał na odległość i wykrył fale radiowe o długości około 5 i 50 cm. Stwierdził, że odbijają się od różnych przedmiotów i ogniskował je za pomocą reflektorów. - Angielski fizyk Oliver Heaviside zapisał równania Maxwella w używanej obecnie postaci czterech równań wektorowych. |
| 1889 | - Hertz rozwiązał równania Maxwella opisując powstawanie fali elektromagnetycznej w przypadku swojego iskrownika. Pytany o możliwość zastosowania transmisji fali elektromagnetycznej na potrzeby telefonii odpowiedział, że z przyczyn technicznych nie widzi takich możliwości. |
| 1890 | - Angielski inżynier John Ambrose Fleming opublikował artykuł opisujący działanie lampy elektronowej – diody. - Nikola Tesla opatentował swój transformator (patent USA 433702), który stanie się podstawą wielu wczesnych radiowych urządzeń nadawczych. |
| 1891 | - Francuski fizyk Édouard Branly skonstruował koherer urządzenie umożliwiające wykrywanie fal radiowych. - Tesla rozpoczyna w USA serię wykładów o prądach wielkiej częstotliwości, w trakcie których proponuje wykorzystanie ich do przekazywania sygnałów i wykonuje praktyczne demonstracje. |
| 1893 | - Tesla konstruuje swój „bezprzewodowy system do przekazywania inteligencji” (jak wtedy nazywano informację). Nie podał informacji na jaką odległość działa jego system, ale musiała być to odległość znaczna (nawet około 50 km), bo był on używany do zdalnego sterowania z laboratorium łodzią pływającą po rzece Hudson. Niektórzy obserwatorzy sugerowali nawet znacznie większe odległości. |
| 1894 | - Oliver Lodge w trakcie publicznych wykładów kilkukrotnie demonstruje układ do radiowej transmisji informacji z odbiornikiem opartym o koherer. W trakcie prezentacji używał również alfabetu Morse’a. Jak później przyznał, Lodge nie opatentował swojego układu, gdyż uważał, że jego wykorzystanie będzie technicznie nieopłacalne, a fale radiowe poruszają się po liniach prostych (podobnie jak światło) co uniemożliwia łączność na większe odległości. |
| 1895 | - W maju Aleksandr Popow demonstruje na zjeździe Rosyjskiego Towarzystwa Fizyko-Chemicznego w Petersburgu konstrukcję „wykrywacza burz” z kohererem. Popow wykrywał burze z odległości 30 km. Poinformował też o możliwości odbioru sygnału z iskrowników, ale udało mu się osiągnąć jedynie niewielkie odległości. - Guglielmo Marconi prowadzi na strychu rodzinnej posiadłości doświadczenia z łącznością bezprzewodową. Pod koniec roku przesyła sygnały na odległość ponad 3 km. - Indyjski fizyk Jagadis Chandra Bose wygenerował i poddał detekcji fale radiowe o długości około 6 mm. Zbudował przy tym imponujący zestaw urządzeń: falowody, anteny, soczewki dielektryczne, oraz kohererowy detektor fal radiowych. |
| 1896 | - Marconi składa w Londynie pierwszy swój wniosek patentowy dotyczący telegrafii bezprzewodowej. - Po Tamizie pływa zdalnie sterowana radiowo łódź zbudowana przez Wilsona i Evansa. |
| 1897 | - Marconi otrzymuje brytyjski (numer 12039) patent na swój system telegraficzny. Zakłada przedsiębiorstwo Wireless Telegraph and Signal Company, znane później pod nazwą Marconi Company. Po raz pierwszy demonstruje publicznie swoje urządzenia. Na Kanale Bristolskim uzyskuje łączność na odległość około 36 kilometrów. Uzyskuje poparcie ważnych brytyjskich instytucji: poczty i marynarki. - Lodge patentuje zasady dostrajania nadajnika i odbiornika do tej samej częstotliwości. To fundamentalna podstawa transmisji radiowej. Patenty Lodge'a zostają wykupione przez Marconiego wraz z całym założonym przez niego przedsiębiorstwem w 1911. |
| 1898 | - Tesla patentuje zdalne sterowanie za pomocą fal radiowych (patent USA 613809). - Lodge patentuje kilka rodzajów anten dipolowych. - Braun w znaczący sposób poprawia parametry urządzeń radiowych przez transformatorowe dopasowanie układów antenowych do odbiornika i nadajnika. |
| 1899 | - Braun konstruuje antenę pętlową. - Sidney George Brown proponuje układ dwóch anten dla osiągnięcia ich kierunkowości oraz zwierciadła paraboliczne z antenami umieszczonymi w ich ogniskach. |
| 1900 | - Reginald Aubrey Fessenden przeprowadza pierwszą transmisję dźwięku za pomocą fal radiowych. Użył nadajnika iskrowego. - Tesla opatentował system zdalnego sterowania z jednoczesnym użyciem wielu sygnałów i funkcji logicznych dla zapewnienia bezpieczeństwa. - Tesla zaproponował system wykrywania ruchomych obiektów za pomocą fal radiowych (radar). - Marconi złożył pierwszy swój amerykański wniosek patentowy, który został odrzucony. Sytuacja ta powtarzała się wielokrotnie aż do 1903. Urząd patentowy stwierdzał, że podania Marconiego naruszają patenty innych wynalazców, a niektóre z jego zastrzeżeń nazwał „bliskimi absurdu” w świetle wcześniejszych wniosków Tesli. |

## XX wiek
| 1901 | - Landell de Moura, brazylijski ksiądz, po raz pierwszy demonstruje publicznie radiową transmisję głosu ludzkiego (na odległość 8 kilometrów, w São Paulo). - Marconi zainstalował pierwsze urządzenie radiotelegraficzne w samochodzie. - Marconi podejmuje próby przesłania komunikatu przez Atlantyk. Sukces ogłasza w grudniu tego roku, ale spotkało się to z krytyką sceptyków, uważających, że odebranie pojedynczej litery S (w alfabecie Morse’a trzy kropki) może być wynikiem zakłóceń atmosferycznych. Marconi jednak kontynuuje działania i w przeciągu roku doprowadza swoje transatlantyckie stacje do takiego poziomu, że stało się możliwe przekazywanie prawdziwych telegramów. - J.C. Bose zgłasza patent na detektor z użyciem prostującego złącza galeny z metalem. |
| 1902 | - Amerykanin Cornelius D. Ehret patentuje nadawanie i odbiór sygnałów zakodowanych w postaci modulacji częstotliwości (FM). - Fessenden opracował koncepcję mieszania dwóch sygnałów o różnych częstotliwościach w celu uzyskania trzeciego sygnału o częstotliwości wypadkowej. Jest to podstawa konstrukcji superheterodyny, odbiornika radiowego dominującego przez całą drugą połowę XX wieku. |
| 1903 | - Hiszpański inżynier i matematyk Leonardo Torres Quevedo konstruuje układ wielokanałowego zdalnego sterowania wysyłający za pomocą jednego nadajnika wiele zakodowanych rozkazów. - Pierwsza międzynarodowa konferencja poświęcona radiokomunikacji odbyła się w Berlinie. |
| 1904 | - Niemiecki inżynier Christian Hülsmeyer patentuje w Anglii okrętowy system unikania przeszkód i nawigacyjny oparty na urządzeniu wykorzystującym odbicie fal radiowych (radarze) nazwany Telemobiloscope. - Fleming proponuje wykorzystanie właściwości prostujących skonstruowanej przez siebie diody próżniowej do detekcji drgań wysokiej częstotliwości. - Urząd patentowy USA zmienił zdanie i przyznał patent Marconiemu. W 1943 Sąd Najwyższy USA orzekł, że decyzja ta była błędem. - Marconi podpisał umowę z liniami żeglugowymi Cunard Line na wyposażenie ich statków w radiotelegraficzne systemy łączności. - Amerykański inżynier Frank Sprague wynalazł obwód drukowany.                                                                                                |
| 1905 | - Amerykański inżynier Harry Shoemaker skonstruował torpedy sterowane radiowo. Były produkowane w USA i sprzedawane do Japonii. - Fessenden uruchomił pierwszy kanał radiowy – radiofoniczną transmisję mowy i muzyki. - Ernst Alexanderson konstruuje i patentuje prądnice wielkiej częstotliwości, które wkrótce staną się podstawą nadajników radiowych dużej mocy. |
| 1906 | - Amerykański fizyk Lee de Forest wynalazł triodę, trójelektrodową lampę elektronową posiadającą możliwość wzmacniania sygnału. Umożliwiła ona gwałtowny rozwój techniki radiowej i na pół wieku stała się podstawą elektroniki. - Austriacki fizyk Robert von Lieben wynalazł elektrodę w postaci siatki umieszczonej między anodą a katodą lampy elektronowej – zbudował triodę niezależnie od de Foresta. - Fessenden rozpoczyna systematyczne badania warunków propagacji fal radiowych. |
| 1907 | - Duńczyk Valdemar Poulsen przeprowadził transmisję muzyki za pomocą swojego nadajnika iskrowego o mocy 1 kW i antenie o wysokości 60 m. Była słyszalna w odległości 600 km. |
| 1908 | - De Forest zainstalował na wieży Eiffla nadajnik transmitujący muzykę z gramofonu, była słyszalna w odległości do 500 km. |
| 1909 | - Marconi i von Braun otrzymali nagrodę Nobla za osiągnięcia w dziedzinie radiotelegrafii. |
| 1910 | - W.R. Ferris po raz pierwszy przesłał radiotelegram z samolotu. - De Forest organizuje pierwszą transmisję radiową – z Metropolitan Opera, śpiewa Enrico Caruso. - T. Baker demonstruje metodę przesyłania obrazu fotograficznego za pomocą radiotelegrafii. |
| 1911 | - A. Blondel demonstruje samolot zdalnie sterowany radiowo. |
| 1912 | - Armstrong stosuje dodatnie sprzężenie zwrotne w celu znacznego zwiększenia czułości i selektywności odbioru. Powstaje w ten sposób odbiornik reakcyjny. Stwierdził również, że stosując odpowiednio silne sprzężenie zwrotne można zbudować generator. - Sinding i Larsen przeprowadzili radiową transmisję sygnału telewizyjnego używając trzech kanałów: jednego dla dźwięku, drugiego dla obrazu i trzeciego dla synchronizacji. |
| 1913 | - Zostaje uruchomiona transmisja stałych sygnałów czasu z wieży Eiffla dla celów nawigacji morskiej. |
| 1914 | - Hammond wykorzystuje pętlowe anteny kierunkowe do budowy radionamiernika dla celów nawigacji morskiej. |
| 1915 | - Spółka AT&T przesyła ludzki głos drogą radiową przez Atlantyk. Sygnał nadawany z Waszyngtonu był słyszalny na Hawajach i w Paryżu. |
| 1916 | - Walter Schottky skonstruował tetrodę, opatentował ją po zakończeniu wojny w 1919. - S.M. Aisenstein w Rosji użył nadajnika iskrowego VLF o mocy 300kW i częstotliwości 25 kHz do komunikacji z okrętem podwodnym w zanurzeniu. |
| 1918 | - Armstrong zbudował pierwszy odbiornik superheterodynowy. Stało się to podczas pierwszej wojny światowej, gdy pracował we Francji dla armii USA. |
| 1919 | - Robert Watson-Watt opatentował radar krótkofalowy. |
| 1920 | - W Pittsburgu (Stany Zjednoczone) rozpoczęto pierwsze regularne nadawanie programu radiowego. Stację radiową o znaku wywoławczym KDKA zorganizował Frank Conrad, którego radioamatorskie transmisje muzyki wzbudziły zainteresowanie władz jego firmy Westinghouse Electric Company. - C.E. Prince zainstalował nadajniki radiotelefoniczne na samolotach. |
| 1921 | - Policja w Detroit wprowadziła radiotelefony samochodowe (na pasmo 2 MHz). |
| 1922 | - Armstrong wynalazł odbiornik superreakcyjny. - W Wielkiej Brytanii powstało BBC. - AT&T sprzedaje czas antenowy w cenie 100$ za 10 minut. Początek płatnych reklam. |
| 1923 | - Pierwszy komercyjny odbiorniki superheterodynowy – Radiola RCA AR-812. Była odbiornikiem bateryjnym, zawierała sześć lamp elektronowych (triod). - W Caernarvon powstał pierwszy lampowy nadajnik radiowy dużej mocy; zawierał 48 połączonych równolegle lamp o mocy 600 W każda. |
| 1924 | - W USA zastosowano rezonatory kwarcowe do stabilizacji częstotliwości nadajników radiowych. - Powstał związek krótkofalowców amatorów International Amateur Radio Union. |
| 1925 | - Heising opracowuje modulator jednowstęgowy (SSB). - Gregory Breit i Merle Tuve opracowują metodę radiowego impulsowego pomiaru odległości i wysokości jonosfery. - Powstaje pierwszy eksperymentalny nadajnik fal ultrakrótkich (UKF). |
| 1926 | - Bernard D.H. Tellegen wynalazł pentodę – pięcioelektrodową lampę elektronową. - Japońscy inżynierowie Hidetsugu Yagi i Shintarō Uda wynaleźli kierunkową wieloelementową antenę Yagi. - Inauguracja stałych programów Polskiego Radia na fali długiej 1111 metrów. Radiostacja zainstalowana na Fortach Mokotowskich w Warszawie ma moc 10kW i należy do najsilniejszych w Europie. |
| 1928 | - Baird przeprowadził na falach krótkich pierwszą transatlantycką transmisję telewizyjną. - C.S. Franklin wprowadził w Wielkiej Brytanii kabel koncentryczny do podłączenia anten radiowych. |
| 1930 | - Pierwsze komercyjne radio samochodowe, Motorola 5T71 założonej przez Paula Galvina firmy Galvin Manufacturing Corporation później znanej jako Motorola. - Wolf i Hart opatentowali impulsowy radiowysokościomierz lotniczy. - BBC rozpoczyna regularne audycje telewizyjne. |
| 1931 | - H. Diamond i F.W. Dunmore proponują radiowy system wspomagający lądowanie samolotów bez widoczności lotniska (ILS). |
| 1932 | - Karl Jansky odkrywa fale radiowe dobiegające z przestrzeni kosmicznej – początek radioastronomii. |
| 1933 | - Armstrong skonstruował nadajnik i odbiornik radiowy wykorzystujący modulację częstotliwości (FM). |
| 1935 | - Watson-Watt zbudował pierwszy praktycznie użyteczny radar wykrywający samoloty. |
| 1936 | - Pierwsze audycje telewizyjne BBC. |
| 1938 | - Institute of Radio Engineers (IRE) publikuje standardy dotyczące sprzętu radiowego. - Federalna Komisja Łączności (FCC) wydaje regulacje dotyczące rozgłośni radiowych w USA. - Słuchowisko o ataku Marsjan na Ziemię pt. Wojna światów w reżyserii Orsona Wellesa wywołuje panikę w kilku stanach USA. |
| 1940 | - pierwsze radio walkie-talkie Handie-Talkie SCR-536 firmy Motorola. Zostało ikoną sprzętu radiowego II wojny światowej. |
| 1941 | - Russell Shoemaker Ohl zbudował półþrzewodnikową diodę złączową. |
| 1942 | - James Alfred Van Allen wynalazł radiowy zapalnik zbliżeniowy do pocisków artyleryjskich. Było to pierwsze urządzenie zbudowane na obwodzie drukowanym. |
| 1943 | - Pierwsza przenośna (plecakowa) radiostacja FM, Motorola SCR-300. |
| 1946 | - Samochodowe usługi radiotelefoniczne w Chicago. - S.L. Ackerman i G. Rappaport budują system radiowago sterowania pociskami rakietowymi. |
| 1948 | - Walter Houser Brattain, John Bardeen i William Shockley budują pierwszy tranzystor. - W lutym ZSRR rozpoczyna po raz pierwszy zakrojone na szeroką skalę zagłuszanie sygnałów radiowych stacji BBC i Głos Ameryki. - Bell Laboratory podczas konferencji prasowej demonstruje prototyp radioodbiornika tranzystorowego. - Wyspa Capri: Radio Italiana ustanawia nagrodę Prix Italia. |
| 1952 | - Shockley wynalazł tranzystor polowy. |
| 1953 | - Powstał amerykański wojskowy radioodbiornik naręczny nazywany Dick Tracy zawierający trzy tranzystory i dwie diody. |
| 1954 | - Pierwszy komercyjny radioodbiornik tranzystorowy Regency TR-1. |
| 1957 | - ZSRR wysłał w przestrzeń kosmiczną sztucznego satelitę Sputnika 1, który przez około 5 miesięcy nadawał sygnały radiowe. |
| 1958 | - Jack Kilby i Robert Noyce wynaleźli układ scalony. |
| 1960 | - Pierwszy pasywny satelita komunikacyjny – amerykański ECHO. |
| 1961 | - W USA rozpoczyna się nadawanie audycji radiowych stereo na falach UKF. |
| 1962 | - Wyniesienie w przestrzeń kosmiczną pierwszego aktywnego satelity komunikacyjnego Telstar 1. |
| 1969 | - W Japonii uruchomiono pierwszą cyfrową telekomunikacyjną linię radioprzekaźnikową. |
| 1974 | - W Konstantynowie k. Gąbina startuje nadajnik Programu I Polskiego Radia o mocy 2000 kW. Maszt ma długość połowy fali (646 m) i jest najwyższym tego typu obiektem na świecie. |
| 1993 | - Pojawiają się pierwsze radiostacje internetowe. |

## XXI wiek
| 2002 | W USA rozpoczynają nadawanie radiostacje satelitarne XM i Sirius |
| 2004 | Adam Curry nadaje w sierpniu pierwszy podcast                    |